# Jeni Dzsámi (Isztambul)

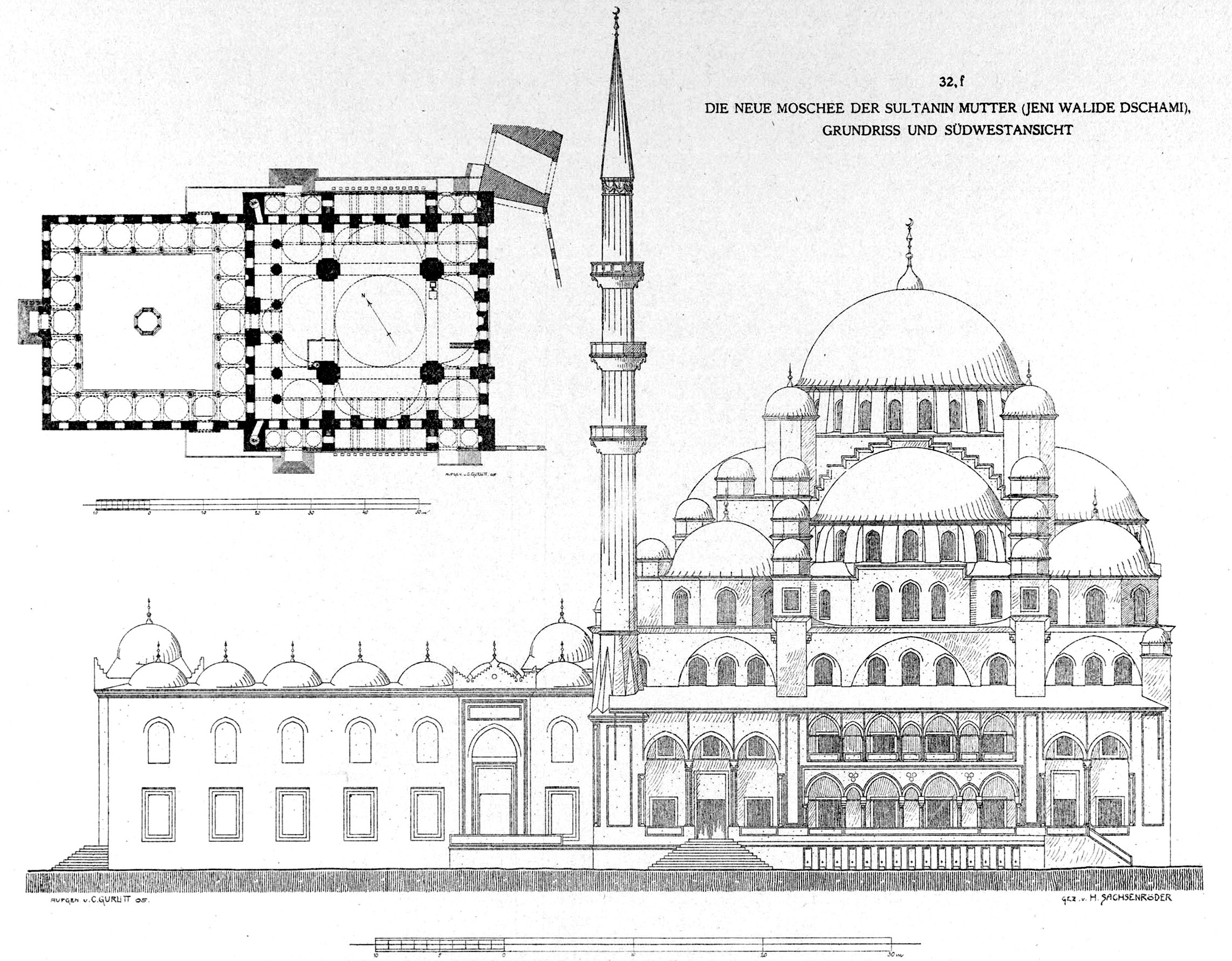
Cornelius Gurlitt magassági- és alaprajza 1912-ből

A Jeni Dzsámi (török: Yeni Cami) az ottomán korban épült mecset Isztambul Eminönü kerületében, az Aranyszarv-öbölben, a Galata híd déli végén áll; a város egyik fő látványossága.

## Nevei
Magyar kiejtése Jeni Dzsámi, a török név jelentése: Új Mecset. 
Eredeti neve Válide szultána mecset (törökül Valide Sultan Camii) volt, melyet később Új Válide szultána Mecsetre (törökül: Yeni Valide Sultan Camii) neveztek, miután részben felújították és 1660 és 1665 között elkészült.

## Történelme

### Válide Szultán Mecset

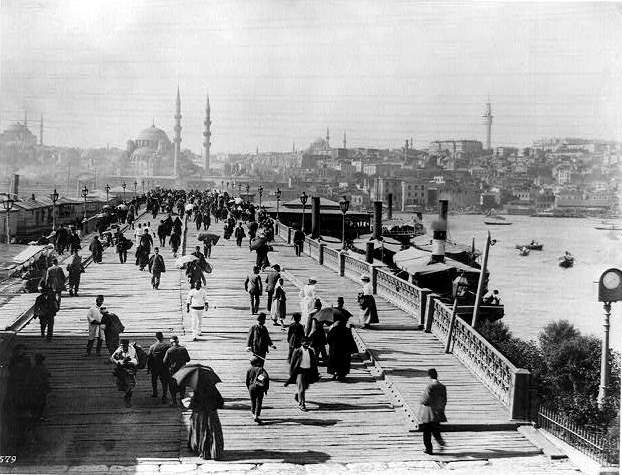
Egy késői 19. századi kép a Galata-hídról Isztambulban, Yeni Dzsámival (Új Mecsettel) a háttérben.

A mecset építése 1597-ben kezdődött Szafije szultána (III. Mehmed anyjaként Válide szultán - "a szultán anyja") megrendelésére, aki III. Murád szultán felesége volt. Válide szultáni rangja jogosította fel a mecset megrendelésére két évvel azután, hogy fia, III. Mehmet 1595-ben elfoglalta az ottomán trónt. Innen ered az eredeti "Válide Szultán Mecset" név.
Az eredeti építész Davut Ağa volt, a híres Szinán tanonca. Davut Ağa 1599-ben meghalt és Dalgıç Ahmed Çavuş vette át az építést, amely több mint fél évszázadig tartott és egy másik válide szultána, Turhan Hatidzse szultána, IV. Mehmed szultán anyja idején ért véget.
Az építést politikai viták akadályozták, és az építmény helye és pénzügyi hatásai bírósági vitákhoz vezetett. Ebben az időben Eminönü volt a város fő kereskedelmi központja, ahol főként zsidók laktak. A mecset építésével Szafije szultána az iszlám befolyást kívánta erősíteni a városban, kihasználva a helyi és külföldi kereskedők között feszülő növekvő ellentéteket. A zsidók ereje és befolyása egyre növekedett, és a mecset építésével könnyű ürügyet találhatott volna a vagyonuk elkobzására. A hatalmas kiadás is éles kritikát eredményezett. Különösen a janicsároknak nem tetszett a szultána növekvő politikai ereje, és úgy vélték, hogy a mecset csak egy felesleges kiadás. Szafije szultánának be kellett fejeznie az építkezést III. Mehmet 1603-ban bekövetkezett halálakor. Az új szultán, I. Ahmed nem folytatta az építkezést, és az épület félkészen maradt.

### Új Válide Szultána Mecset (Új Mecset)
1603 után a félkész épület fokozatosan romba dőlt; a nagy isztambuli tűzvész is súlyosan megrongálta 1660-ban. A tűz 1660 július 24.-én ütött ki és két napon keresztül pusztított (49 órán át Abdi Pasha krónikái szerint) a város több kerületét tönkretéve. Később ebben az évben Mustafa Ağa, a birodalom építésze tanácsolta Turhan Hatice Szultánának, IV. Mehmet anyjának, hogy az építkezést áhitata jeléül fejezze be. Turhan Hatice Szultána rendelte meg a szomszédos Fűszer Bazár megépítését is, ami az Új Mecset külliyejének a része. Így 1660 végén a mecset építése folytatódott és megkezdődött a szomszédos bazár építése is.
A mecset 1663-ban készült el, és 1665-ben avatták fel. Átnevezték "Új Válide Szultán Mecset"-re (Yeni Valide Sultan Camii). Ebben az időszakban az emberek már informálisan lerövidítették a nevét "Új Mecset"-re (Yeni Cami).

## Építészete

### Külső

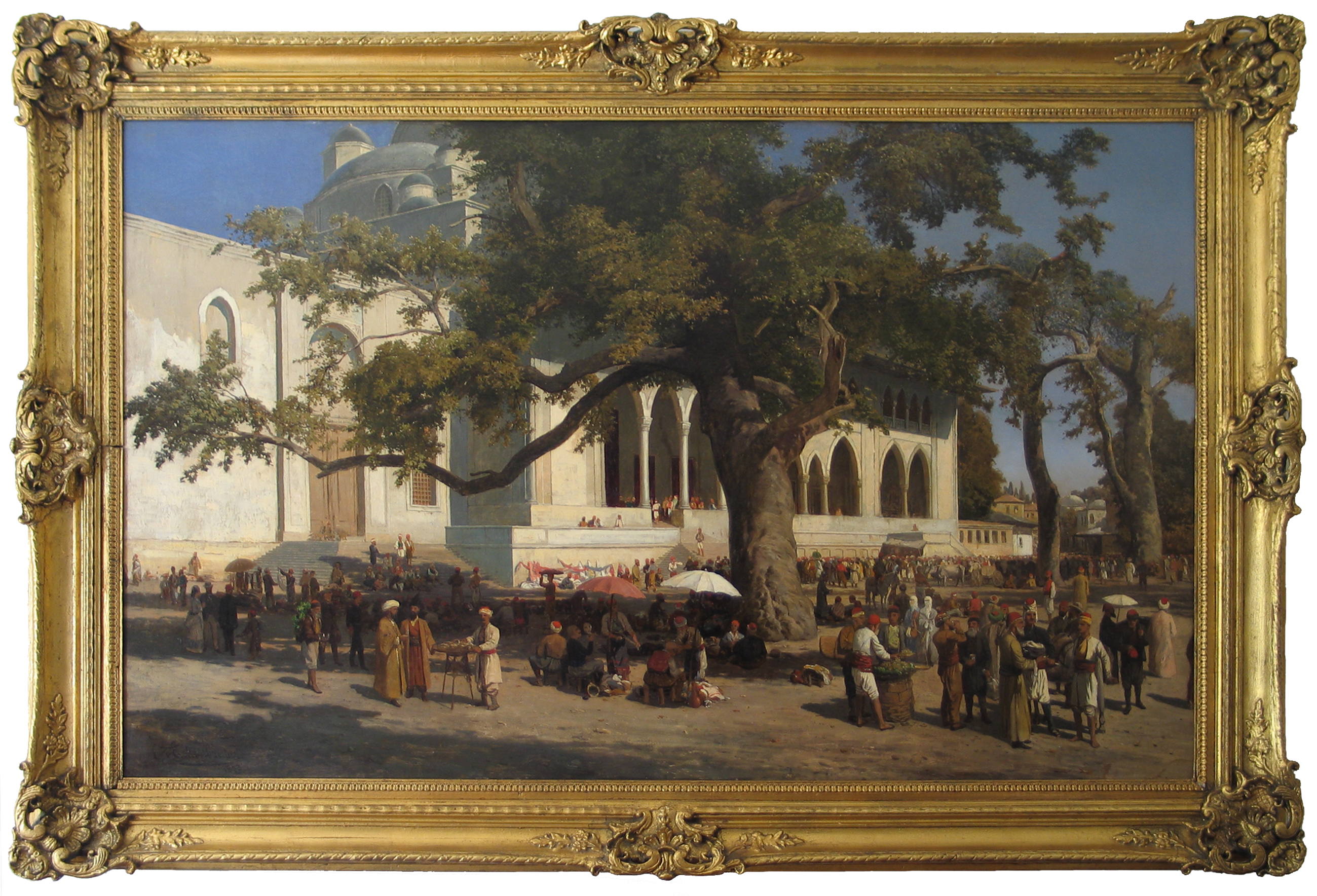
jobbraForgalmas piac az Új Mecset udvarában, Themistokles von Eckenbrecher, 1873.

A mecset 66 piramisosan elrendezett kupolával és félkupolával és két minarettel rendelkezik. A főkupola 36 méter magas és négy félkupola szegélyezi. Az Új Mecset tervrajzai alapjául a Mimar Sinan által tervezett Şehzade-mecset és Sedefkar Mehmed Agha Kék Mecsetje szolgált.
Mint a többi birodalmi mecsetet, az Új Mecsetet is egy monumentális udvar (avlu) határolja nyugat felől. Az Új Mecset udvarának oldala 39 méter hosszú, belső részén egy oszlopcsarnok határolja 24 kis kupolával. Egy elegáns şadırvan (mosdó-kút) áll az udvar közepén, amely csak díszítő elem funkciót tölt be. Az igazi rituális tisztálkodás a mecset déli falán lévő vízcsapoknál történik. A mecset homlokzata izniki csempékkel van díszítve. A mecset építéséhez Rodosz szigetéről hozatták a kőtömböket.

### Belső

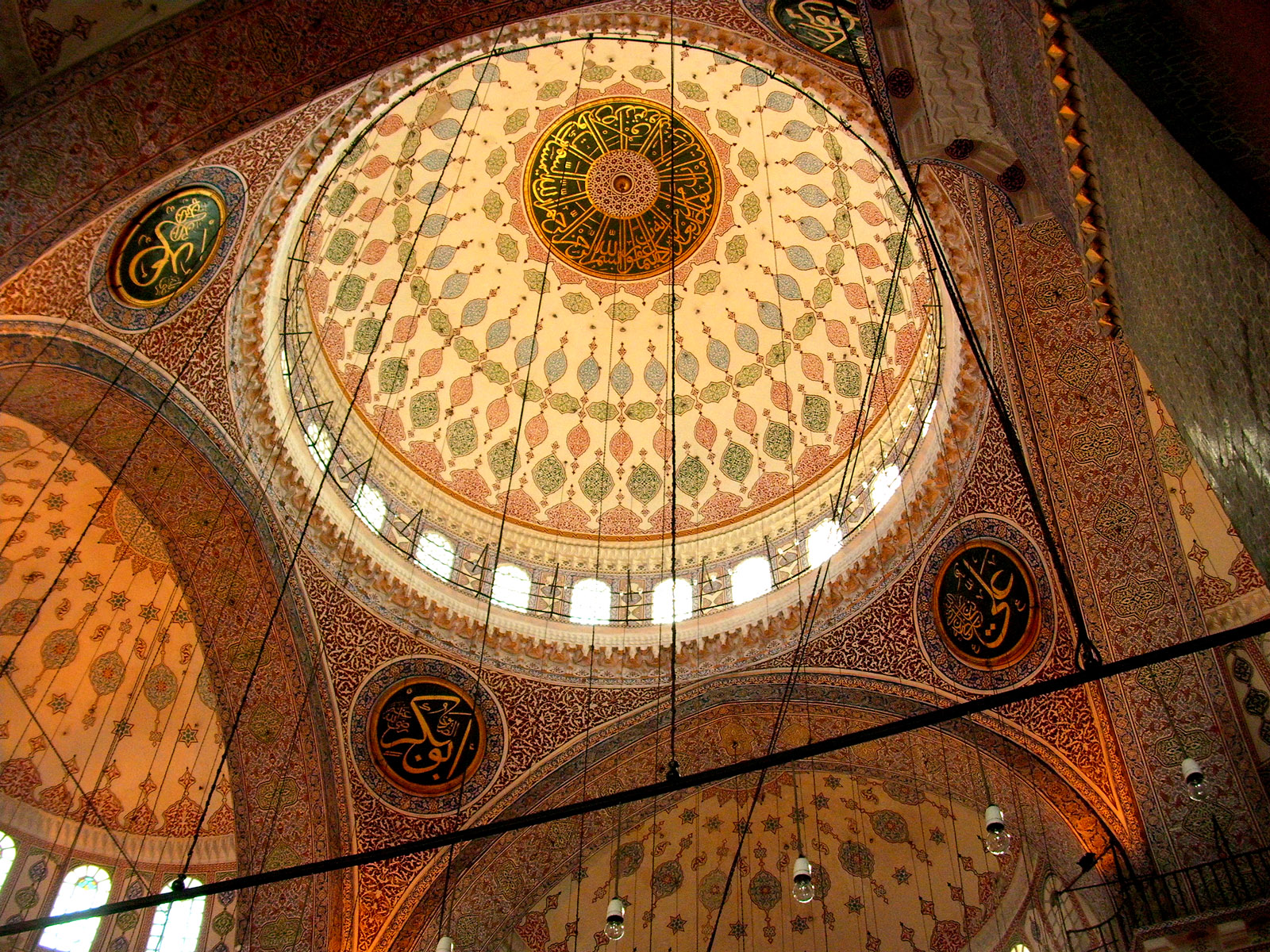
A Yeni Dzsámi (Új Mecset) belseje

A mecset belseje kék, zöld és fehér izniki csempékkel díszített, amelyek nem méltóak a többi ebben a korban épült mecsethez.

### A komplexum
Mint a többi oszmán birodalmi mecset, az Új Mecset is külliye formában épült, olyan komplexumként ahol egymás mellett álló épületelemek szolgálnak ki vallási és kulturális igényeket. Az eredeti épületegyüttes a mecsetből, kórházból, általános iskolából, fürdőből, egy türbéből, két nyilvános szökőkútból és egy piacból állt. Ezekhez egy könyvtár is épült III. Ahmed uralkodása alatt.
A nagy, L alakú piactéren áll ma a Fűszer Bazár (más nevén egyiptomi bazár), amely híres turistalátványosság.
A mauzóleumban (türbe) van Turhan Hatice Válide szultán és fia, IV. Mehmed, valamint öt későbbi szultán (II. Mustafa, II. Ahmed, I. Mahmud, III. Oszmán és V. Murad) és az udvar különböző tagjainak sírja.